# Chris Ford
Christopher Joseph Ford (* 11. Januar 1949 in Atlantic City, New Jersey; † 17. Januar 2023 in Philadelphia, Pennsylvania) war ein US-amerikanischer Basketballspieler und -trainer. Er spielte von 1968 bis 1972 College-Basketball an der Villanova University in der National Collegiate Athletic Association (NCAA) und war anschließend von 1972 bis 1982 für die Detroit Pistons und die Boston Celtics zehn Spielzeiten als Profi in der NBA aktiv. Während dieser Zeit wurde er 1981 NBA-Meister mit den Celtics. Während seiner anschließenden Trainerlaufbahn fungierte er zwischen 1990 und 2004 unter anderem als Cheftrainer bei den Boston Celtics, den Milwaukee Bucks, den Los Angeles Clippers sowie den Philadelphia 76ers. Er verwandelte den ersten Dreipunktewurf seit dessen Einführung in der NBA am 12. Oktober 1979.

## Leben
Chris Ford wurde 1949 in Atlantic City geboren und spielte von 1969 bis 1972 in der NCAA Division I für das Hochschulteam der Villanova University, mit dem er 1971 das Finale der NCAA Division I Basketball Championship erreichte. Ein Jahr später beendete er sein Studium mit einem Abschluss in Wirtschaftswissenschaften. Er wurde später in der Wildcats Hall of Fame der Universität aufgenommen, darüber hinaus wird seine Trikotnummer 42 dort nicht mehr vergeben.
In der zweiten Runde der NBA-Draft 1972 wurde er an 17. Position von den Detroit Pistons ausgewählt, für die er von 1972 bis 1978 in insgesamt sieben Spielzeiten in der NBA aktiv war. Anschließend wechselte er während der Spielzeit 1978/1979 zu den Boston Celtics, bei denen er von 1978 bis 1982 spielte und 1981 mit der Mannschaft NBA-Meister wurde. Während seiner Zeit bei den Celtics gelang ihm am 12. Oktober 1979 in einem Spiel gegen die Houston Rockets im Boston Garden der erste erfolgreiche Drei-Punkte-Wurf in der NBA-Geschichte, nachdem die NBA die Dreipunktelinie zur Saison 1979/1980 eingeführt hatte. Er absolvierte als NBA-Profi in insgesamt zehn Spielzeiten 794 Spiele und erzielte dabei 7314 Punkte.
Nach dem Ende seiner aktiven Spielerlaufbahn war er zunächst von 1983 bis 1990 als Assistenztrainer bei den Boston Celtics tätig, bevor er dort von 1990 bis 1995 als Cheftrainer fungierte. Die gleiche Position übernahm er anschließend von 1996 bis 1998 bei den Milwaukee Bucks und von 1998 bis 2000 bei den Los Angeles Clippers. Von 2001 bis 2003 war er Cheftrainer der Basketballmannschaft der Brandeis University, bevor er in den Jahren 2003/2004 als Assistenztrainer und 2004 als Interimscheftrainer der Philadelphia 76ers in die NBA zurückkehrte. Während seiner Zeit als Assistenztrainer bei den Boston Celtics gewann er mit der Mannschaft in den Jahren 1984 und 1986 unter dem Cheftrainer K. C. Jones zweimal die NBA-Meisterschaft. Im Jahr 1991 fungierte er als Coach der East All-Stars im NBA All-Star Game.
Später war er unter anderem als Scout für die Philadelphia 76ers und als Berater für die New York Knicks tätig.
Chris Ford war verheiratet und Vater von vier Kindern.
Am 17. Januar 2023 starb Ford im Alter von 74 Jahren.